# Wiesenschmätzer
Die Wiesenschmätzer (Saxicola) sind eine Gattung aus der Familie der Fliegenschnäpper (Muscicapidae).
Wiesenschmätzer sind kleine insektenfressende Singvögel, die offenes Gelände mit vereinzelt wachsenden Sträuchern und ähnlichen Strukturen besiedeln. Die Gattung ist mit einer außergewöhnlich weitläufigen Brutverbreitung auf die Alte Welt beschränkt, in Amerika kommt sie nicht vor.

## Merkmale
Wiesenschmätzer sind kleine bis mittelgroße, kompakte Singvögel mit eher kurzem, rechteckigen Schwanz. Ihr Schnabel ist kurz und kräftig mit ziemlich breiter Basis. Die Schnabelborsten sind gut entwickelt und recht lang, die Beine dünn. Die Flügel sind eher rund als spitz. Die Geschlechter zeigen unterschiedliche Gefiederfärbungen.

## Arten
Derzeit werden 15 Arten in die Gattung eingeordnet:
- Wiesenschmätzer (Saxicola)
  - Mohrenschwarzkehlchen (Saxicola caprata)
  - Kanarenschmätzer (Saxicola dacotiae)
  - Grauschmätzer (Saxicola ferreus)
  - Timorschmätzer (Saxicola gutturalis)
  - Mattenschmätzer (Saxicola insignis)
  - Jerdon-Schmätzer (Saxicola jerdoni)
  - Weißschwanz-Schwarzkehlchen (Saxicola leucurus)
  - Wüstenbraunkehlchen (Saxicola macrorhynchus)
  - Sibirisches Schwarzkehlchen (Saxicola maurus)
  - Braunkehlchen (Saxicola rubetra)
  - Schwarzkehlchen (Saxicola rubicola)
  - Madagaskar-Schwarzkehlchen (Saxicola sibilla)
  - Stejnegers Schwarzkehlchen (Saxicola stejnegeri)
  - Réunionschwarzkehlchen (Saxicola tectes)
  - Afrikanisches Schwarzkehlchen (Saxicola torquatus)

## Galerie

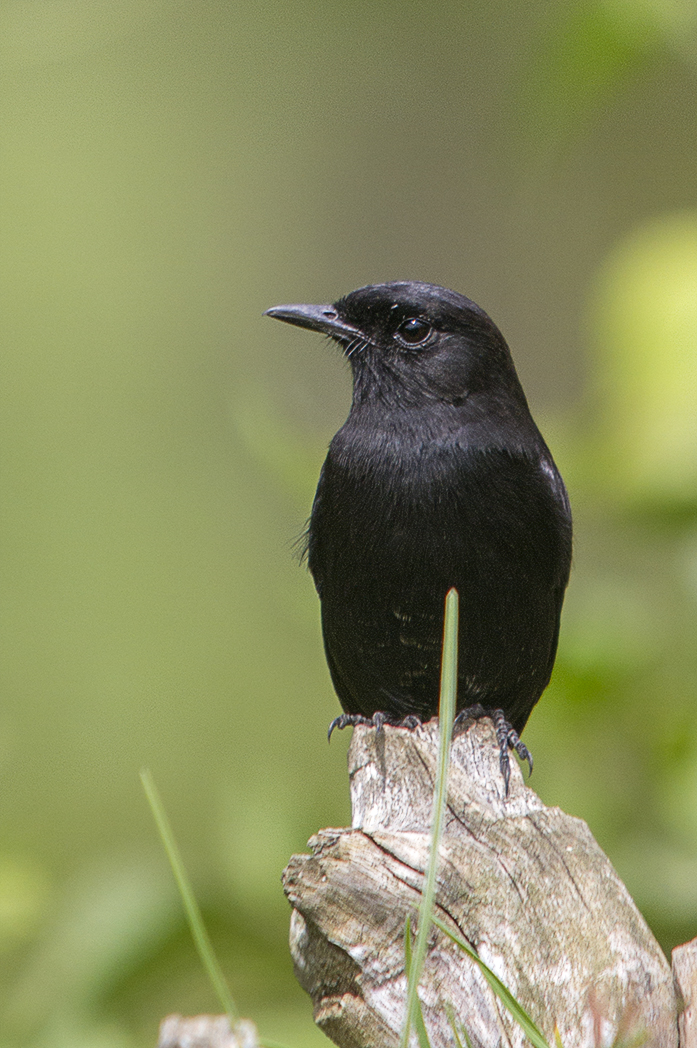
Mohrenschwarzkehlchen (Saxicola caprata), Männchen
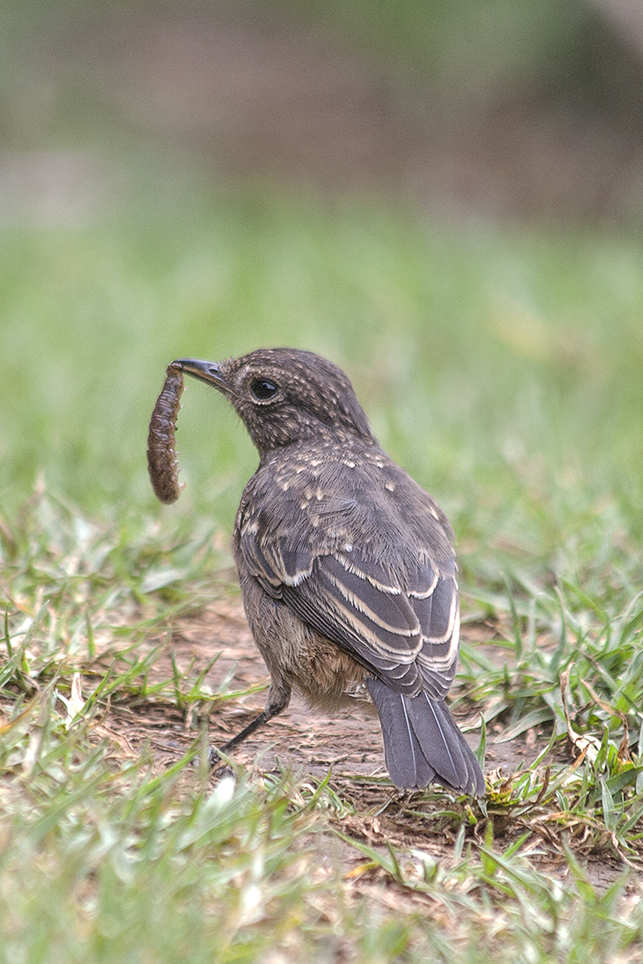
Mohrenschwarzkehlchen (Saxicola caprata), Weibchen
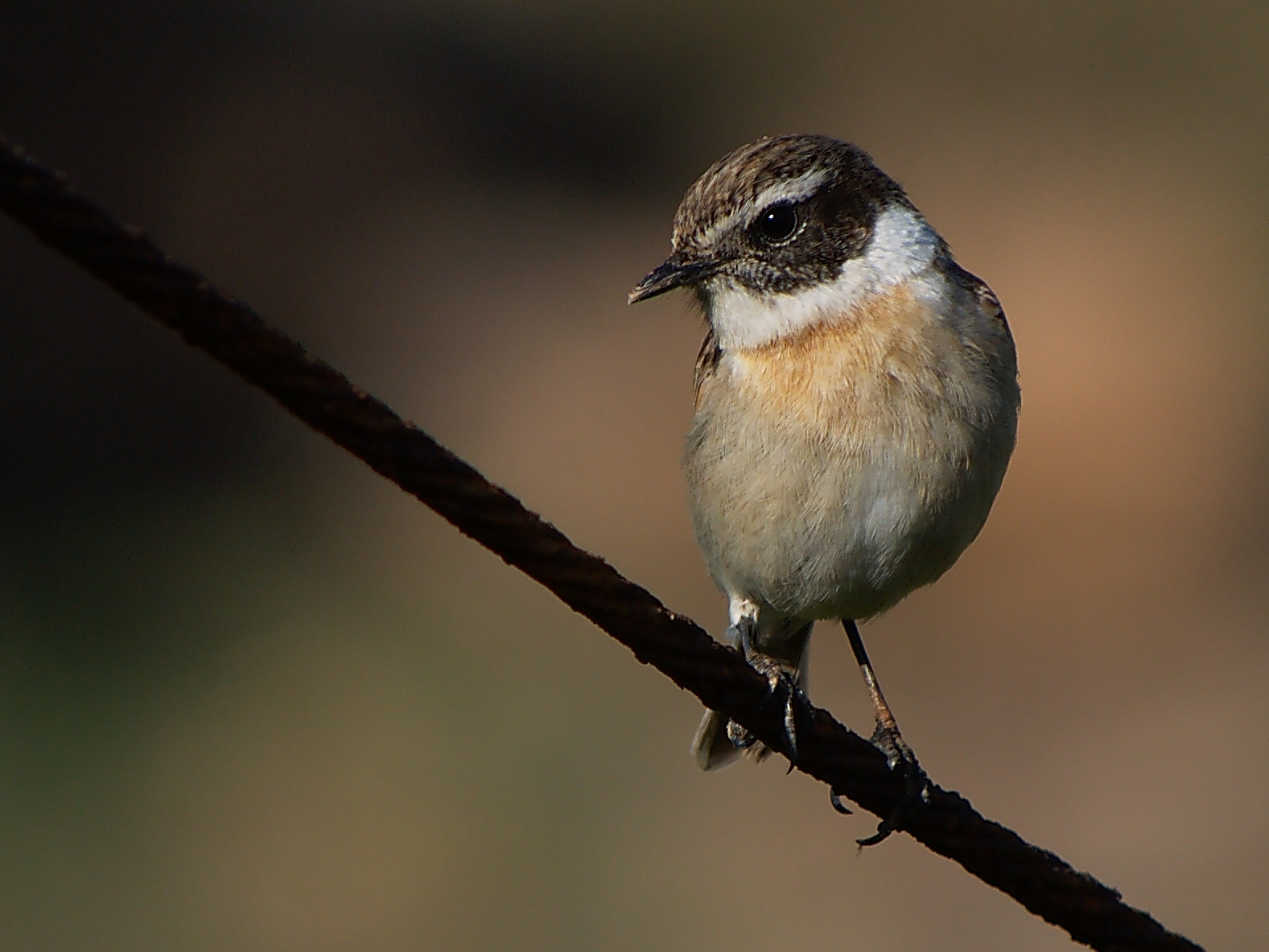
Kanarenschmätzer (Saxicola dacotiae)
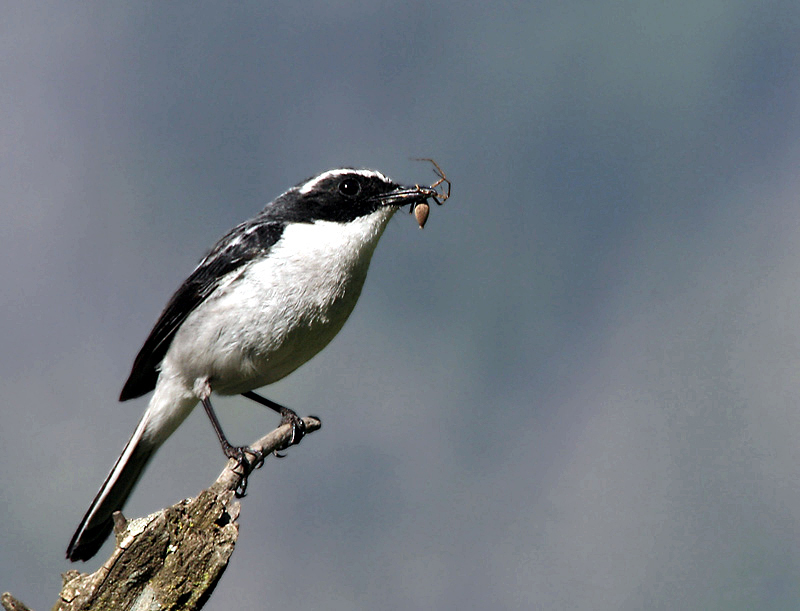
Grauschmätzer (Saxicola ferreus)
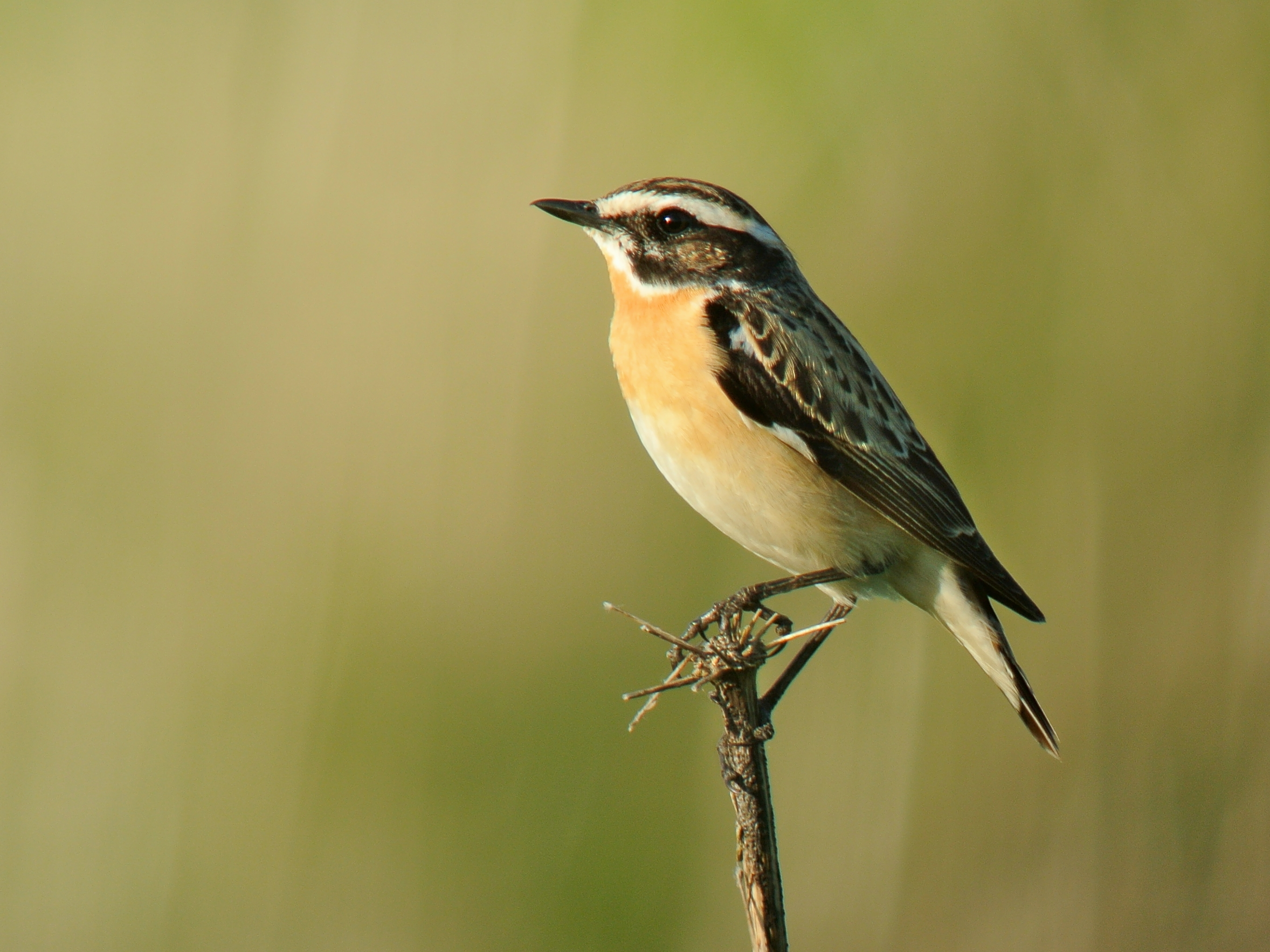
Braunkehlchen (Saxicola rubetra)
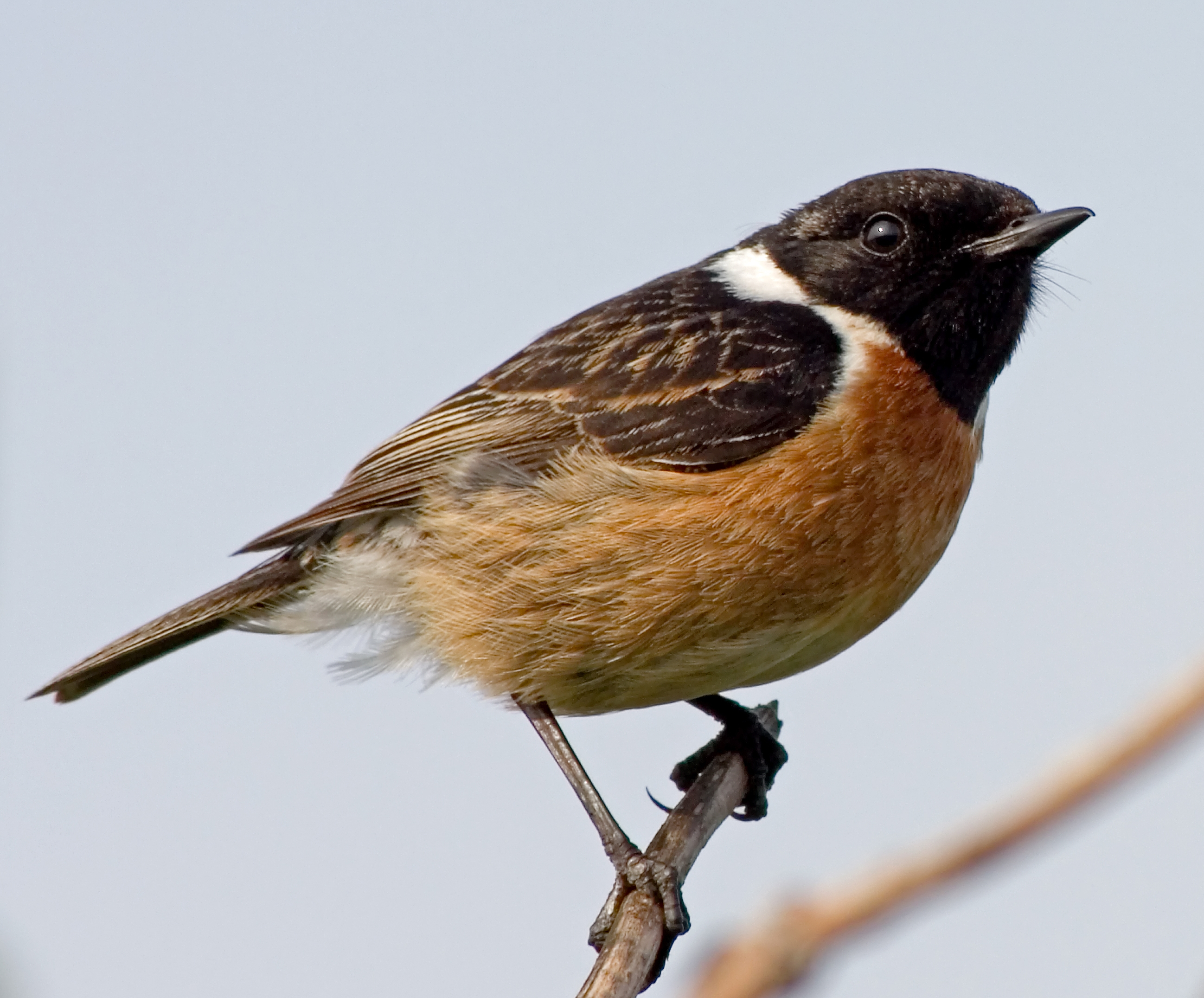
Europäisches Schwarzkehlchen (Saxicola rubicola)
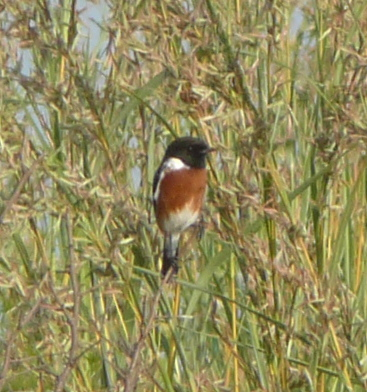
Afrikanisches Schwarzkehlchen (Saxicola torquatus)